# Inbursa Financiero
Inbursa Financiero ist ein 1992 gegründetes mexikanisches Unternehmen mit Sitz in Mexiko-Stadt. Es ist im Índice de Precios y Cotizaciones (IPC) an der Bolsa Mexicana de Valores gelistet.
Das Unternehmen ist als Kreditinstitut im Bankwesen tätig. 